# Armbouts-Cappel

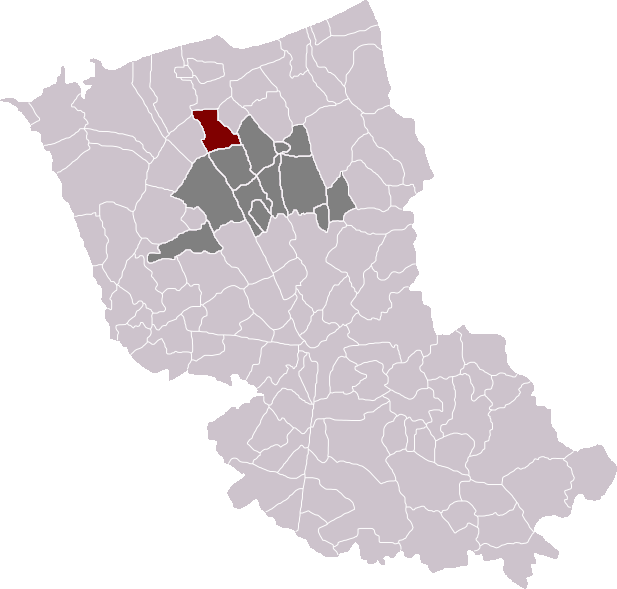
Localització d'Armbouts-Cappel

Armbouts-Cappel  (en neerlandès Armboutskappel) és un municipi francès, situat a la regió dels Alts de França, al departament del Nord, que forma part de la Westhoek. L'any 2006 tenia 2.458 habitants. Limita al nord-oest amb Grande-Synthe, al nord amb Dunkerque, al nord-est amb Cappelle-la-Grande, a l'oest amb Spycker, al sud-oest amb Pitgam, al sud amb Steene i al sud-est amb Bierne.

## Demografia
| Evolució de la població INSEE |      |      |      |      |      |      |      |      |
| 1793                          | 1800 | 1806 | 1821 | 1831 | 1836 | 1841 | 1846 | 1851 |
| 404                           | 453  | 469  | 540  | 613  | 696  | 798  | 833  | 850  |

| 1856 | 1861 | 1866  | 1872  | 1876  | 1881  | 1886  | 1891  | 1896  |
| ---- | ---- | ----- | ----- | ----- | ----- | ----- | ----- | ----- |
| 864  | 922  | 1 005 | 1 052 | 1 100 | 1 159 | 1 162 | 1 146 | 1 227 |

| 1901  | 1906  | 1911  | 1921  | 1926  | 1931  | 1936  | 1946 | 1954  |
| ----- | ----- | ----- | ----- | ----- | ----- | ----- | ---- | ----- |
| 1 164 | 1 206 | 1 206 | 1 159 | 1 153 | 1 137 | 1 092 | 828  | 1 033 |

| 1962  | 1968  | 1975  | 1982  | 1990  | 1999  | 2006 | 2011 | 2016 |
| ----- | ----- | ----- | ----- | ----- | ----- | ---- | ---- | ---- |
| 1 049 | 1 048 | 1 178 | 2 562 | 2 656 | 2 677 | -    | -    | -    |

| 2019 | - | - | - | - | - | - | - | - |
| ---- | - | - | - | - | - | - | - | - |
| -    | - | - | - | - | - | - | - | - |

## Administració
| Període   | Identitat           | Partit |
| --------- | ------------------- | ------ |
| 1971-1983 | Emile Cabaret       |        |
| 1983-1984 | André Vandenbroucke |        |
| 1984-1989 | Emile Cabaret       |        |
| 1989-2001 | Claude Cornelis     | PS     |
| 2001-     | Jean-Luc Darcourt   |        |